# Автобан A10 (Німеччина)
Федеральний автобан 10 (A10, нім. Bundesautobahn 10) — німецький автобан, що пролягає навколо Берліна, звідси і прізвисько Берлінське кільце (нім. Berliner Ring). A10 проходить здебільшого в Бранденбурзі і лише на півночі частково по території Берліна. Довжиною 196 кілометрів це найдовша кільцева дорога в Європі.

## Історія
Автобан А10 був відкритий для руху між 1936 і 1939 роками на кількох ділянках між Берлін-Вайсензеє та Потсдам-Норд на сході, півдні та південному заході Берліна. Докладніше, за цей період були зроблені наступні випуски (поточні позначення):
| Рік  | від                                 | до                            |
| ---- | ----------------------------------- | ----------------------------- |
| 1936 | Трикутник Вердер                    | Перехрестя Гросс-Крейц        |
| 1936 | Колишній пункт сполучення Weißensee | Розв'язка автостради Барнім   |
| 1937 | Розв'язка автостради Барнім         | Трикутник Шпрео               |
| 1937 | Розв'язка Міхендорф                 | Трикутник Вердер              |
| 1938 | Трикутник Шпрео                     | Розв'язка Міхендорф           |
| 1939 | Перехрестя Гросс-Крейц              | Точка сполучення Потсдам-Норд |

Кільце було завершено між 1972 і 1979 роками з такими ділянками:
| Рік  | від                           | до                                  |
| ---- | ----------------------------- | ----------------------------------- |
| 1972 | Трикутник Гавелланд           | Перехрестя Біркенвердер             |
| 1973 | Перехрестя Біркенвердер       | Трикутник Панкова                   |
| 1974 | Трикутник Панкова             | Колишній пункт сполучення Weißensee |
| 1979 | Точка сполучення Потсдам-Норд | Трикутник Гавелланд                 |

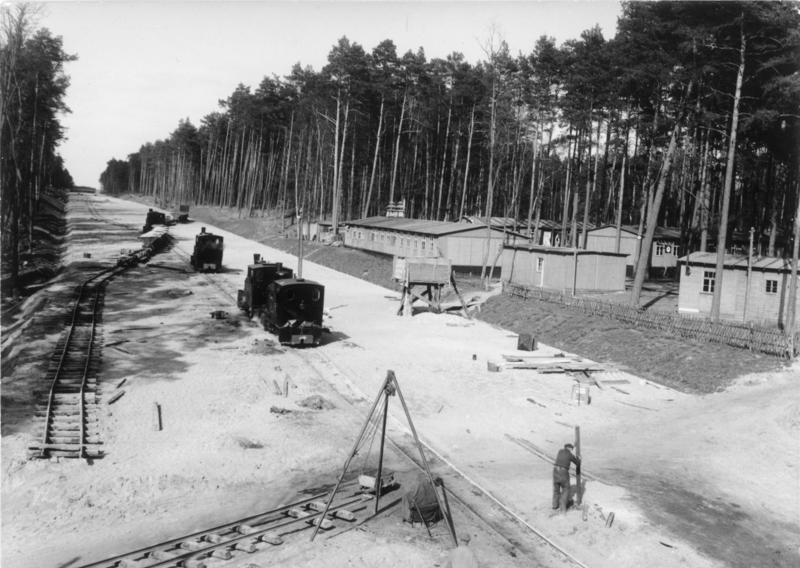
Будівництво автобану, 1936 рік.

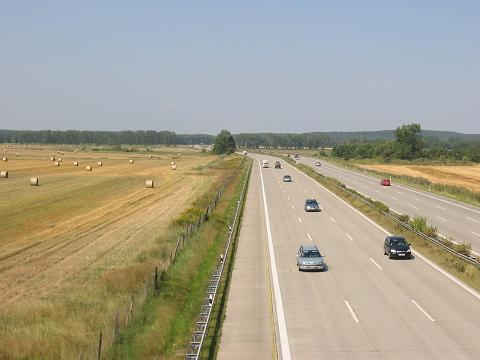
Південне Берлінське кільце між Людвігсфельде та Драйк Нутеталь.

На ділянці між колишнім розв’язкою Берлін-Вайсензеє та розв’язкою Берлін-Шпандау побудована сьогодні автомагістраль здебільшого не слідує оригінальному маршруту. План був такий:
На схід від сьогоднішнього трикутника Панкова (A 114) на B 109 мала бути побудована розв’язка Панкова-Вандліца. Звідти запроєктований маршрут пролягав між містами Мюленбекер і Шільдов до запланованого Нордкройца, який мав бути побудований приблизно в одному кілометрі на південь від Шенфліса. Було заплановано створити перехресне з’єднання автомагістралі від сьогоднішньої A11 на південь від Ланке до запланованої під’їзної дороги у Віттенау. Пізніше були заплановані перехрестя Рейнікендорф-Оранієнбург на B 96 на південь від Invalidensiedlung у Райнікендорфі та Тегель-Геннігсдорф на південь від Фельтена. Звідти запланований маршрут, по суті, слідував зовнішньому кільцю сучасної берлінської залізниці до вузла Шпандау-Паузін на L 16. Гамбурзький Кройц передбачалося розташувати безпосередньо на південь від сьогоднішнього каналу Гавела. Від запланованого перехрестя Херштрассе-Науен на B 5 (сьогоднішня назва: Берлін-Шпандау), Berliner Ring було побудовано на оригінальному маршруті до перехрестя Потсдам-Норд.
Під час будівництва автомагістралі Берлін-Щецин-Південь (сьогодні: Колбасково) у 1936 році на північній гілці розв’язки Вайссензе була побудована автозаправна станція, яку було знесено без заміни в рамках подальшого будівництва кільця та реконструкції стику. Під час перебудови AD Schwanebeck (сьогодні: Autobahndreieck Barnim) у 2012 році частина території була розкрита. Два паливних бака, які все ще стояли на грунті, були повні води, але їх можна було зняти без будь-яких проблем.